# Asarcus
Asarcus is een geslacht van hooiwagens uit de familie Gonyleptidae.
De wetenschappelijke naam Asarcus is voor het eerst geldig gepubliceerd door C.L. Koch in 1839. 

## Soorten
Asarcus omvat de volgende 4 soorten:
- Asarcus ingenuus
- Asarcus longipes
- Asarcus passarellii
- Asarcus putunaberaba

--
- Asarcus lutescens (= Asarcus longipes)
- Asarcus nigriconspersus (= Asarcus ingenuus)
- Asarcus pallidus (= Asarcus longipes)